# عضلة ظنبوبية خلفية

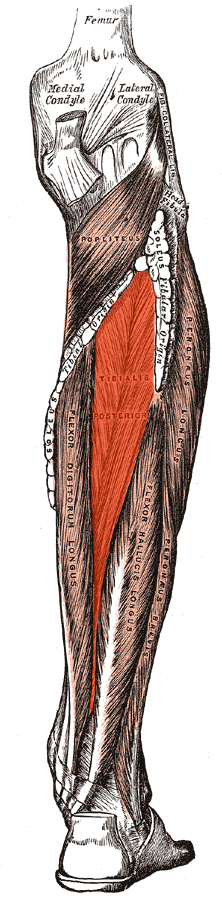
العَضَلَة الظُنبوبية الخَلفية (Tibialis posterior muscle)

العَضَلَة الظُنبوبية الخَلفية  (باللاتينية: Tibialis posterior muscle) هي عضلة من عَضلات الطَرف السُفلي لِجسم الإنسان .

## المَنشأ
تَنشأ العَضَلَة الظُنبوبية الخَلفية مِن :
1. أسفل الخَط النَعلي المَوجود على السَطح الخَلفي لِعَظمة الظنبوب (قصبة الساق)، ومنَ الجانِب الوَحشي (الجانِبي) من الخَط العامودي لعظمة الظنبوب.
2. السَطح الخَلفي لِعظمة الشَظية، حيث تكون إلى الجانبي الإنسي (الوسطي) مِن العُرف الإِنسِي للشَظِية.
3. الغِشاء بَينَ العَظمَتين المَوجود في القَدم.

## المَغرس
يَنقسم الوَتر الخاص بهذهـ العضلة إلى قَسمين، هُما:
1. القِسم السَطحي (الظاهِري): وهوَ القِسم الأكبر، وَينغرس في أحدوبة العظم الزورقي وَفي العظم الإسفيني الأوسط.
2. القِسم الداخِلي (الغائِر): وهوَ القِسم الأَصغر، وَينغرس في قاعدة سلاميات القدم الثانية والثالثة والرابِعة.

## العَصب
يَتصل بِها العَصَب الظُّنبوبِي الخَلفي.

## الحَركة
تَقوم هذه العَضلة بِـ:
1. الثَني الأَخمصي (plantar flexion).
2. انقِلاب القَدم (inversion of the foot).
3. كَما تساعد في دَعم القَوس الطُولي الوَسطي في أَسفل القَدم.